# Pavel Fantl
Pavel Fantl (geboren 7. Januar 1903 in Prag, Österreich-Ungarn; gestorben 7. Januar 1945 bei Hirschberg, Niederschlesien, Deutsches Reich) war ein tschechoslowakischer Arzt und Opfer des Holocaust.

## Leben
Pavel Fantl war ein Sohn eines Textileinzelhändlers. Er und sein ein Jahr jüngerer Bruder Ernst erhielten neben dem Schulunterricht privaten Hebräischunterricht und auch Unterricht im Zeichnen. Fantl studierte Medizin an der Karls-Universität Prag.
Er heiratete 1935 Manka Saxlova, sie hatten den 1937 geborenen Sohn Tamás. Fantl wurde 1935 als Militärarzt Berufssoldat in der Tschechoslowakischen Armee. Nach der deutschen Besetzung der Tschechoslowakei 1939 wurde er als Jude aus der Armee entlassen. Er zog mit seiner Familie nach Kolín, wo er für die Gestapo Zwangsarbeit leisten musste bei der karteimäßigen Erfassung der Juden des Bezirks.

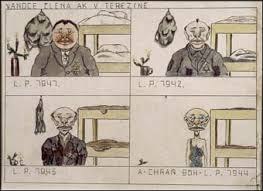
Pavel Fantl: Metamorphose (1944)

Im Juni 1942 wurde Fantl mit Frau und Kind und seiner Mutter Ida im Konzentrationslager Ghetto Theresienstadt inhaftiert. Im Krankenhaus des KZ leitete er das Spital für Typhuskranke, dabei behandelte er auch das Mädchen Hana Lustigová, auch bekannt unter dem Namen Hana Greenfield, das die Shoah überlebte. Fantl nutzte seine Stellung im Ghetto, um Nachrichten nach draußen zu schicken, auch achtzig seiner Zeichnungen konnten aus dem KZ geschmuggelt werden oder wurden mit der Hilfe von Alisah und Zeev Shek verborgen. Fantl wurde im Oktober 1944 in das KZ Auschwitz deportiert, Frau und Kind wurden sofort nach ihrer Ankunft ermordet, Fantl kam zur Zwangsarbeit in das KZ-Außenlager Schwarzheide. Er wurde auf einem Todesmarsch am 7. Januar 1945 bei Hirschberg in Niederschlesien von den SS-Wachen ermordet.